# Tetraplodon blyttii
Tetraplodon blyttii là một loài rêu trong họ Splachnaceae. Loài này được Frisvoll mô tả khoa học đầu tiên năm 1978.